# St. Bonifaz (Regensburg)

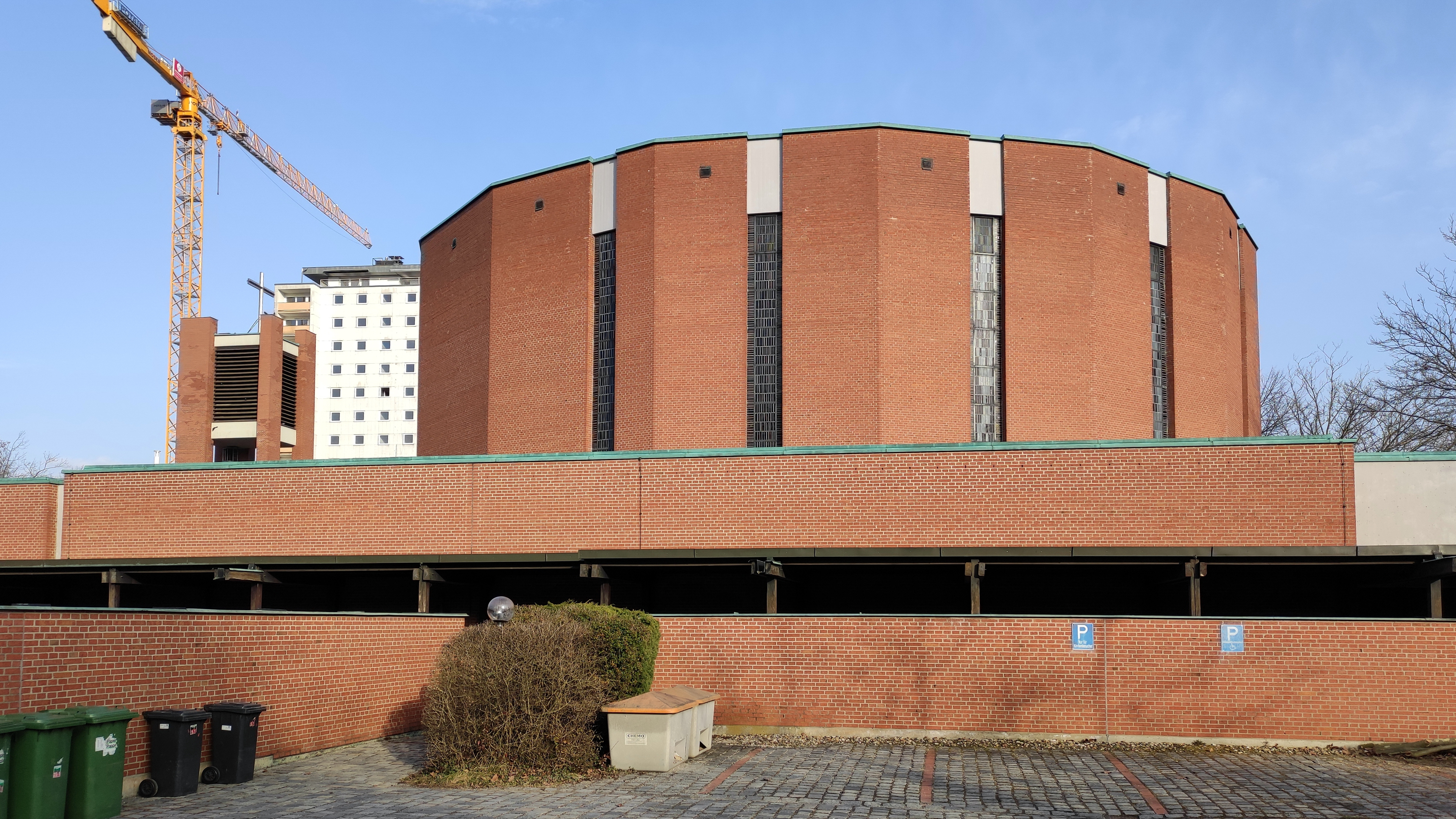
St. Bonifaz

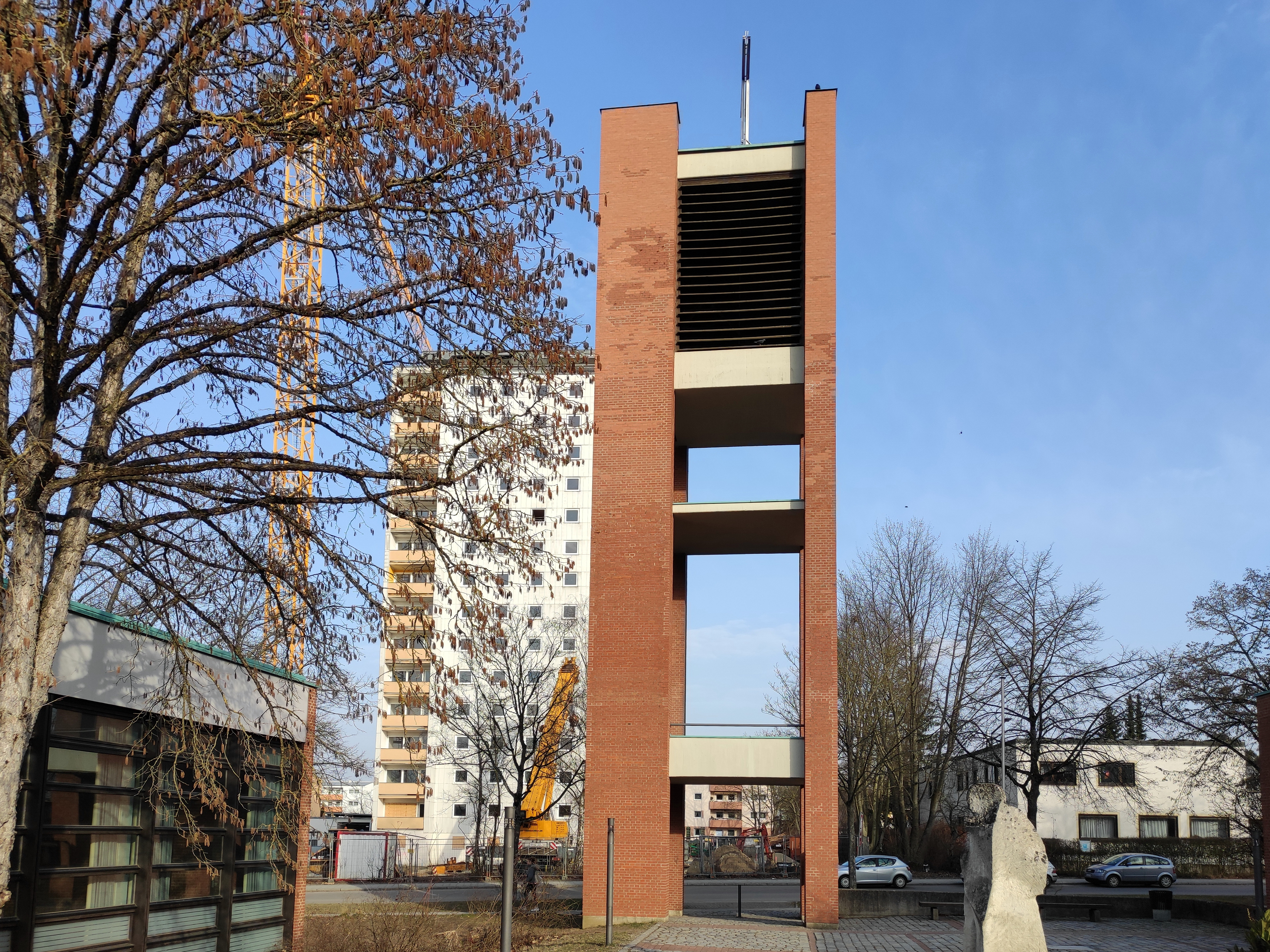
Kirchturm von St. Bonifaz

Die römisch-katholische Pfarrkirche St. Bonifaz steht an der Ecke Killermannstraße/Roter-Brach-Weg im Westenviertel von Regensburg.

## Geschichte
Das Bevölkerungszuwachstum im Regensburger Westen in der Nachkriegszeit machte den Bau eines neuen Pfarrzentrums notwendig. Die von Kurt und Klaus Oberberger errichtete Pfarrkirche wurde am 6. Juni 1970 vom damaligen Bischof Rudolf Graber eingeweiht.
Zur Pfarrei St. Bonifaz – St. Georg gehören neben der neuen Bonifazkirche die im 12. Jahrhundert entstandene Kirche St. Georg, ehemals Stiftskirche des Stifts Prüfening, die 1488 im früheren Dorf Prüfening gebaute Kirche St. Anna sowie die 1726 neu gebaute Wallfahrtskirche Mariä Himmelfahrt im Ortsteil Dechbetten.

## Gebäude

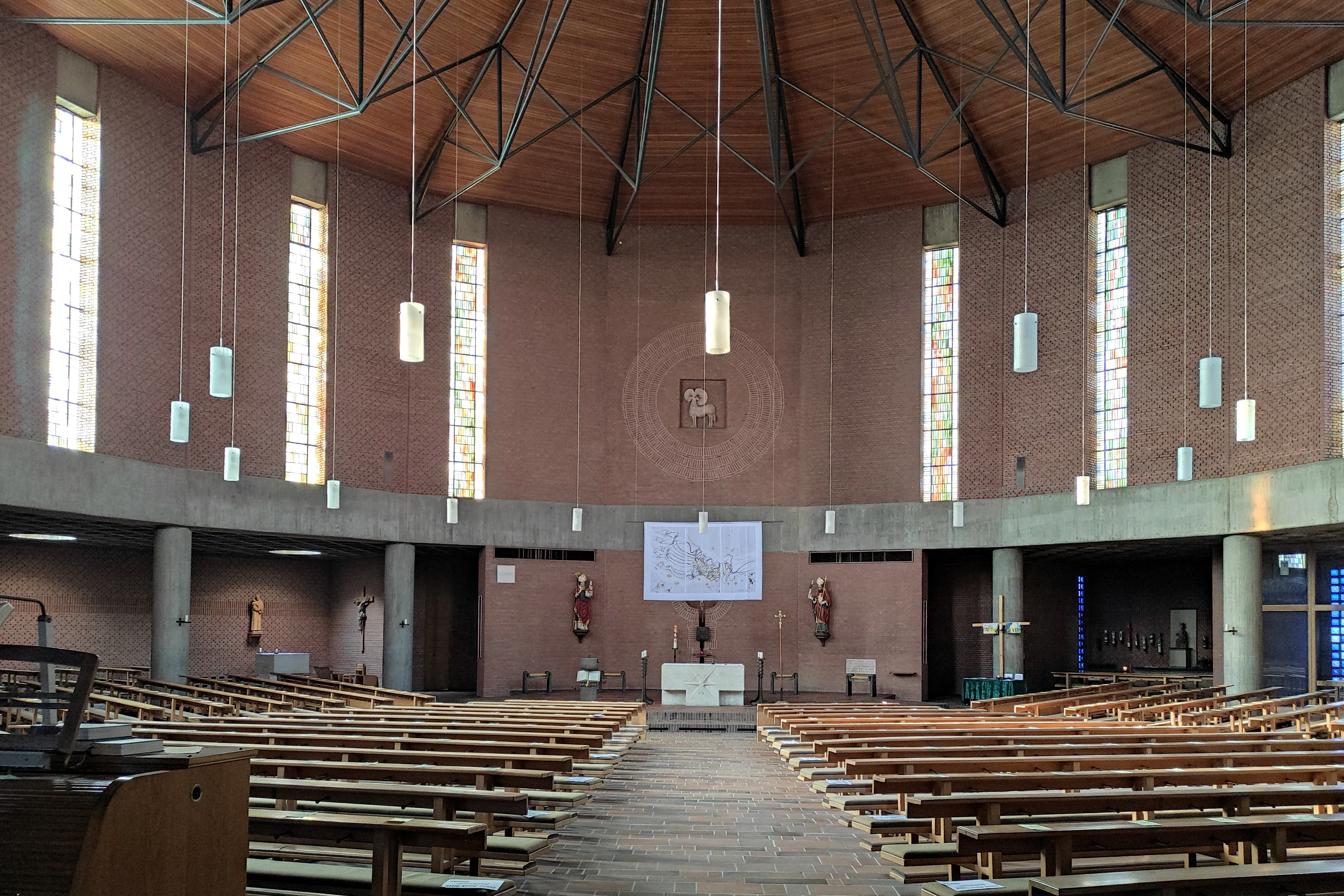
St. Bonifaz: Innenraum

Das zylinderförmige Kirchengebäude aus rotbraunem Sichtziegelmauerwerk mit einer Ringbebauung aus überdachtem Wandelgang wurde 1970 vom Architekturbüro Oberberger erbaut. Der Baukomplex umfasst auch Pfarrzentrum, den Pfarrhof, das Pfarrheim, Jugendräume und Kindergarten. Die Kirche hat im Inneren des sechzehneckigen Kirchenraums mit 30 Metern Durchmesser ein Zeltdach aus Holzpaneelen mit 16 Feldern. Die Marienkapelle enthält eine katalanisch-romanische Madonna mit dem Kind aus dem 13. Jh. Den Keramik-Kreuzweg schuf Otto Schafarschik aus München. Der Entwurf der 14 Fenster stammt von Josef Oberberger aus München. Der Glockenturm mit quadratischem Grundriss ist 21 Meter hoch.

## Orgel

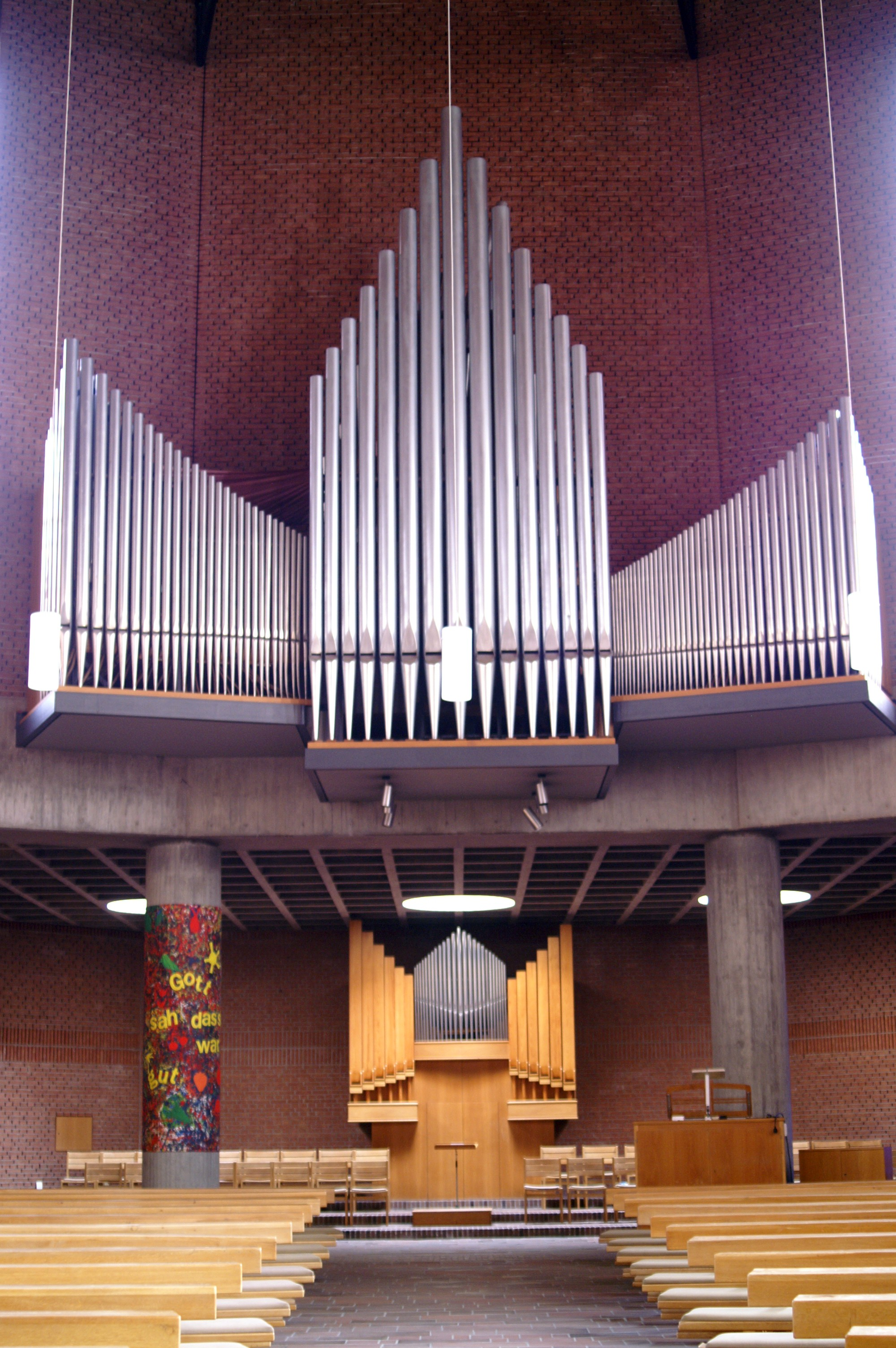
Orgel und Auxilarwerk

Die Orgel mit dem firmentypischen Freipfeifenprospekt wurde 1970 von Josef Zeilhuber erbaut, das darunterliegende Auxiliarwerk von 1982 stammt von Reinhard Weise. Es kann an beide Manualwerke bzw. an das Pedal angekoppelt werden. Die Orgelanlage wird von einem fahrbaren, zweimanualigen Spieltisch mit elektrischer Traktur angesteuert.
| I Hauptwerk C–g3 |        |
| Quintadena       | 16′    |
| Prinzipal        | 08′    |
| Spitzflöte       | 08′    |
| Oktave           | 04′    |
| Nachthorn        | 04′    |
| Nasat            | 02 ⁄3′ |
| Waldflöte        | 02′    |
| Mixtur           | 02′    |
| Liebl. Trompete  | 08′    |

| II Positiv C–g3 |       |
| Gedackt         | 8′    |
| Prinzipal       | 4′    |
| Salicet         | 4′    |
| Oktave          | 2′    |
| Quinte          | 1 ⁄3′ |
| Terz            | 4⁄5′  |
| Zimbel          | 1⁄2′  |
| Krummhorn       | 8′    |
| Tremulant       |       |

| Pedal C–f1 |        |
| Offenbaß   | 16′    |
| Subbaß     | 16′    |
| Oktavbaß   | 08′    |
| Holzflöte  | 08′    |
| Choralbaß  | 04′    |
| Rauschbaß  | 02 ⁄3′ |
| Bombarde   | 16′    |

| Auxiliarwerk C–g3 |             |
| Rohrflöte         | 08′         |
| Salicional        | 08′         |
| Holzflöte         | 04′         |
| Fugara            | 04′         |
| Piccolo           | 02′         |
| Jauchz. Pfeif     | 01 ⁄3′ + 1′ |

| Pedal C–f1 |     |
| Subbaß     | 16′ |

- Koppeln: II/I, I/P, II/P
- Spielhilfen: 2 freie Kombinationen, 2 Pedalkombinationen

## Glocken
Die vier Glocken wurden 1970 von Rudolf Perner (Passau) gegossen und bilden mit der Tonfolge d'-f'-g'-b' ein Idealquartett.
- Glocke 1 (d', 1.500 kg, 140 cm)
- Glocke 2 (f', 800 kg, 120 cm)
- Glocke 3 (g', 700 kg, 108 cm)
- Glocke 4 (b', 400 kg, 90 cm)